# Lindholm Oil Company Service Station

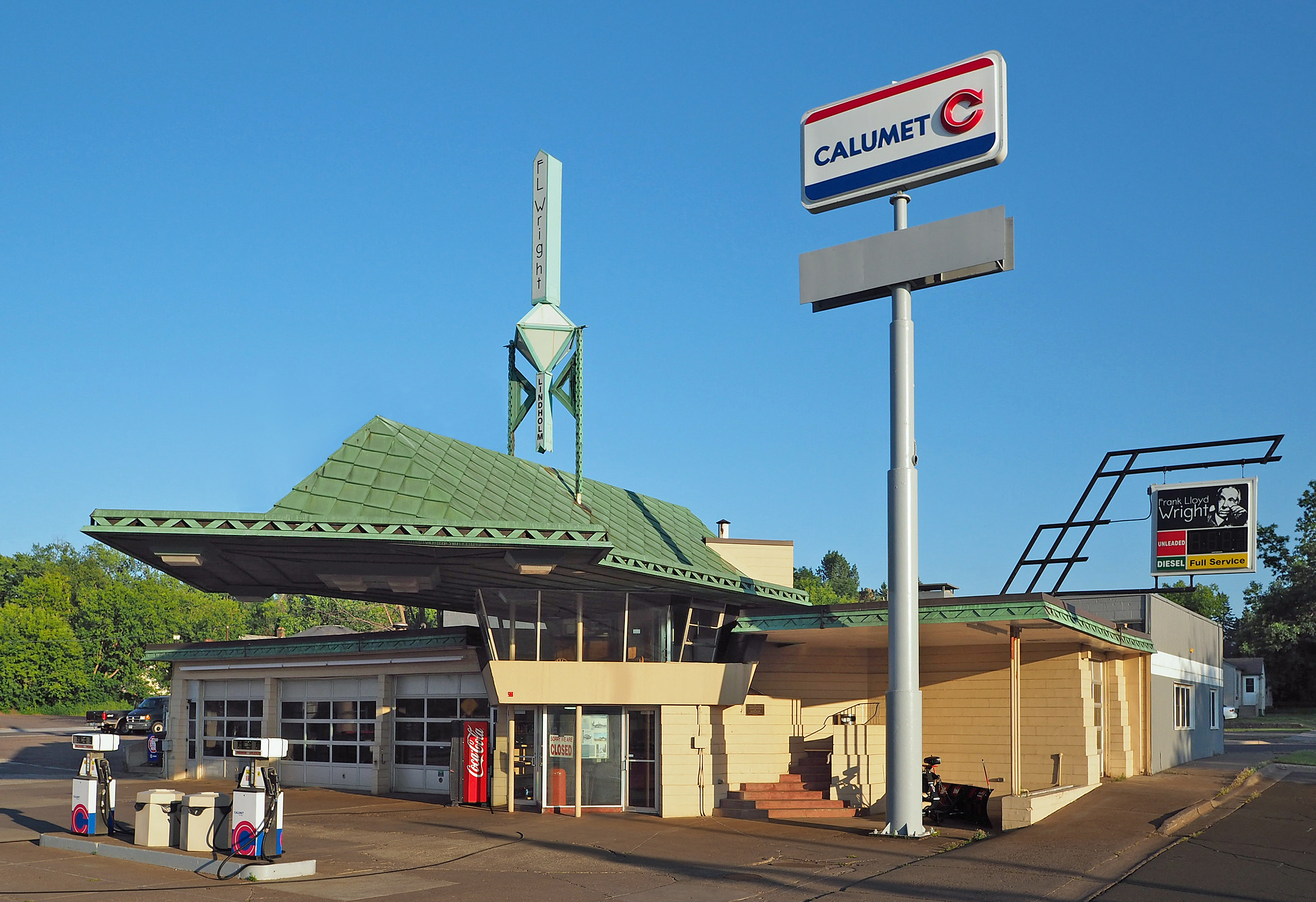
Die R.W. Lindholm Service Station in Cloquet, Minnesota

Die Lindholm Oil Company Service Station (auch R.W. Lindholm Service Station genannt) in Cloquet, Minnesota in den Vereinigten Staaten ist eine Tankstelle, deren Design aus Frank Lloyd Wrights Entwurf des utopischen Städtebauprojekt Broadacre City abgeleitet ist, das die Vision eines neuen Types urbaner Landschaftsgestaltung darstellte.
Es ist die einzige Tankstelle, für die Wright einen Entwurf machte. Das Bauwerk wurde am 11. September 1985 dem National Register of Historic Places hinzugefügt.

## Architektur
Das 1956 erbaute Bauwerk entstand nach dem Design der standardisierten Tankstelle, die Teil von Wrights Konzept einer Broadacre City aus den 1930er Jahren war. Die Idee des Projektes war eine völlig dezentralisierte amerikanische urbane Landschaft. Der Plan wurde nie irgendwo umgesetzt, nahm aber die Dezentralisierung vorweg, die nach dem Zweiten Weltkrieg einsetzte. Die Landschaft von Broadacre bestimmend waren Usonia-Häuser, einsame Wolkenkratzer und eine Vielfalt von Gebäuden, die der Gesellschaft dienen sollten.

„Nehmen wir die kleine Tankstelle… In unserer gegenwärtigen Tankstelle kann man einen groben Anfang zu solch einem bedeutenden Fortschritt sehen, die Dezentralisierung; ebenso sieht man die zukünftige humane Einrichtung, die wir jetzt „die freie Stadt“ nennen. Wo auch immer Tankstellen erstellt werden - diese oft hässlichen und anscheinend unbedeutenden Beiwerke, werden sie auf natürliche Weise fortbestehen und wachsen. [Die neue Stadt]… ist rund um uns im planlosen Aufbau, ungeachtet der scheinbaren Kräfte im entgegengesetzten Sinne. Überall um uns herum und kein Plan. Die alte Ordnung ist am Zerfallen.“

Die Tankstelle war nicht nur das einzige Bauwerk dieser Art, das Wright plante, sondern es ist auch der einzige Entwurf im Rahmen von Frank Lloyd Wrights Broadacre-Entwurf, das tatsächlich realisiert wurde. Im Gegensatz zu dem ursprünglichen Entwurf sind die Zapfsäulen an Lindholms Tankstelle auf dem Boden montiert. Dieser Punkt des ursprünglichen Entwurfs, der die Treibstoffzuleitung von oben vorsah, wurde aufgrund der Sicherheitsvorschriften geändert. Ein anderer Unterschied zum ursprünglichen Entwurf ist ein zweistöckiger Servicebereich, der sich zwar auch in dem realisierten Bau findet, aber nicht zu diesem Zweck genutzt wird.
Das Bauwerk entstand 1956, nach der vorgefertigten James McBean Residence in Rochester und vor dem Marin County Civic Center in Kalifornien. In diesem Jahr wurden 18 Gebäude nach Plänen von Wright errichtet, darunter auch das Solomon R. Guggenheim Museum in New York City. Die Lindholm-Familie hatte 1952 Wright beauftragt, ihr Wohnhaus Mäntylä zu planen.

## Lage
Die Tankstelle ist in Betrieb und befindet sich an der Kreuzung von Minnesota State Route 33 und Minnesota State Route 45 im Zentrum von Cloquet, etwa 40 km südlich von Duluth.